# Villeneuve-sur-Bellot
Villeneuve-sur-Bellot és un municipi francès, situat al departament de Sena i Marne i a la regió de Illa de França. L'any 2007 tenia 1.144 habitants.
Forma part del cantó de Coulommiers, del districte de Provins i de la Comunitat de comunes dels Deux Morin.

## Demografia

### Població
El 2007 la població de fet de Villeneuve-sur-Bellot era de 1.144 persones. Hi havia 428 famílies, de les quals 108 eren unipersonals (52 homes vivint sols i 56 dones vivint soles), 132 parelles sense fills, 160 parelles amb fills i 28 famílies monoparentals amb fills.
La població ha evolucionat segons el següent gràfic:
Habitants censats

### Habitatges
El 2007 hi havia 539 habitatges, 442 eren l'habitatge principal de la família, 55 eren segones residències i 42 estaven desocupats. 502 eren cases i 36 eren apartaments. Dels 442 habitatges principals, 369 estaven ocupats pels seus propietaris, 63 estaven llogats i ocupats pels llogaters i 10 estaven cedits a títol gratuït; 1 tenia una cambra, 25 en tenien dues, 83 en tenien tres, 100 en tenien quatre i 233 en tenien cinc o més. 305 habitatges disposaven pel capbaix d'una plaça de pàrquing. A 204 habitatges hi havia un automòbil i a 188 n'hi havia dos o més.

### Piràmide de població
La piràmide de població per edats i sexe el 2009 era:
| Homes | Edats   | Dones |
| ----- | ------- | ----- |
| 0     | 95 o +  | 0     |
| 0     | 90 a 94 | 4     |
| 0     | 85 a 89 | 4     |
| 4     | 80 a 84 | 12    |
| 24    | 75 a 79 | 8     |
| 28    | 70 a 74 | 36    |
| 16    | 65 a 69 | 44    |
| 24    | 60 a 64 | 20    |
| 20    | 55 a 59 | 12    |
| 32    | 50 a 54 | 32    |
| 48    | 45 a 49 | 48    |
| 36    | 40 a 44 | 44    |
| 48    | 35 a 39 | 52    |
| 44    | 30 a 34 | 40    |
| 24    | 25 a 29 | 24    |
| 12    | 20 a 24 | 20    |
| 44    | 15 a 19 | 32    |
| 52    | 10 a 14 | 32    |
| 60    | 5 a 9   | 44    |
| 32    | 0 a 4   | 20    |

## Economia
El 2007 la població en edat de treballar era de 737 persones, 533 eren actives i 204 eren inactives. De les 533 persones actives 496 estaven ocupades (276 homes i 220 dones) i 37 estaven aturades (14 homes i 23 dones). De les 204 persones inactives 55 estaven jubilades, 77 estaven estudiant i 72 estaven classificades com a «altres inactius».

### Ingressos
El 2009 a Villeneuve-sur-Bellot hi havia 446 unitats fiscals que integraven 1.161 persones, la mediana anual d'ingressos fiscals per persona era de 17.833 €.

### Activitats econòmiques
Dels 39 establiments que hi havia el 2007, 1 era d'una empresa alimentària, 3 d'empreses de fabricació d'altres productes industrials, 8 d'empreses de construcció, 5 d'empreses de comerç i reparació d'automòbils, 3 d'empreses de transport, 4 d'empreses d'hostatgeria i restauració, 2 d'empreses d'informació i comunicació, 1 d'una empresa financera, 2 d'empreses immobiliàries, 2 d'empreses de serveis, 6 d'entitats de l'administració pública i 2 d'empreses classificades com a «altres activitats de serveis».
Dels 11 establiments de servei als particulars que hi havia el 2009, 1 era una oficina de correu, 1 taller de reparació d'automòbils i de material agrícola, 2 guixaires pintors, 2 fusteries, 1 lampisteria, 1 electricista, 1 perruqueria i 2 restaurants.
Dels 2 establiments comercials que hi havia el 2009, 1 era una botiga de més de 120 m² i 1 una botiga de menys de 120 m².
L'any 2000 a Villeneuve-sur-Bellot hi havia 6 explotacions agrícoles.

## Equipaments sanitaris i escolars
L'únic equipament sanitari que hi havia el 2009 era una farmàcia.
El 2009 hi havia 1 escola maternal integrada dins d'un grup escolar amb les comunes properes formant una escola dispersa i 1 escola elemental integrada dins d'un grup escolar amb les comunes properes formant una escola dispersa. Villeneuve-sur-Bellot disposava d'un col·legi d'educació secundària amb 363 alumnes.

## Poblacions més properes
El següent diagrama mostra les poblacions més properes.